# 黑澤蘚
黑澤蘚（学名：Herzogiella perrobusta）为灰蘚科黑澤蘚屬下的一个种。